# 佐藤儀一
佐藤 儀一（さとう ぎいち、1899年（明治32年）6月13日 - 1967年（昭和42年）7月2日）は、広島県出身のゴルファー、ゴルフ場設計者。

## 人物
佐藤儀一は、1899年（明治32年）6月13日、広島県福山市に生まれ、16歳でハワイに渡り、イオラニハイスクール卒業後、カリフォルニア大学美術科で学んだ。1930年（昭和5年）、大学生の時、プロのジミー・ダンカンに誘われてゴルフを始めた。
1931年（昭和6年）、サンフランシスコ市ゴルフ選手権で2位になった。1932年（昭和7年）、サンフランシスコ市ゴルフ選手権で優勝、多くの競技大会に参加し、全米パブリックリンク選手権に優勝した。また、全米ゴールドメダル選手権4連覇など活躍し、100以上のアマチュアタイトルを獲得した。
サンフランシスコで貿易会社に勤めたが、アメリカでの日本の海外遠征にも浅見緑蔵、安田幸吉、宮本留吉とともに参加している。1934年(昭和9年)、帰国し、1935年（昭和10年）、関西アマチュア選手権に優勝、1936年(昭和11年)から1938年（昭和13年）、日本アマチュア選手権大会に3連覇、1941年（昭和16年）、優勝と合計4回優勝した。関西アマアマチュア選手権は、1948年(昭和23年)から1950年(昭和25年)、3連覇を含む計8回の優勝を果たした。
「廣野ゴルフ倶楽部」のメンバーで、17年連続クラブチャンピオンになっている。その後、1955年（昭和30年）から、コース設計家として活動を始めたが、アメリカでゴルフを経験したこと、また、日本での競技経験したこと、などがゴルフ設計家に進んだ契機になったのだろう。佐藤儀一は、山岳コースの急峻な地形や敷地の狭いコースの設計依頼が多かった。第1打の落下地点は広くして、グリーン廻りでは小さな砲台グリーンへと絞っていき、深いバンカーを巧みに配し、戦略性を持つコース造りを得意とした。
佐藤儀一は難易度の高いゴルフ場を数多く残している。2グリーン全盛においても1グリーンが基本デザインであり、メンバーであった廣野ゴルフ倶楽部のアリソンバンカーを模した深いバンカーも特徴である。設計を行ったコースは西日本を中心に25コースの実績がある。

## 主な設計コース
- 1952年（昭和27年）
  - 「広島ゴルフ倶楽部・鈴が峰コース」広島県広島市
  - 「芦屋カンツリー倶楽部」兵庫県芦屋市
- 1956年（昭和31年）
  - 「白浜ゴルフ倶楽部」和歌山県白浜町
- 1957年（昭和32年）
  - 「片山津ゴルフ倶楽部・白山、加賀、日本海コース」石川県加賀市
- 1959年（昭和34年） 
  - 「城陽カントリー倶楽部」京都府城陽市
- 1960年（昭和35年）
  - 「徳島ゴルフ倶楽部・吉野川コース」徳島県徳島市
  - 「相生カントリー倶楽部」兵庫県相生市
  - 「ゴルフクラブ四条畷」大阪府四條畷市
  - 「茨木国際ゴルフ倶楽部・東、西コース」大阪府茨木市
  - 「田辺カントリー倶楽部」京都府京田辺市
  - 「芦の湖カントリークラブ」静岡県三島市
- 1961年（昭和36年）
  - 「松永カントリークラブ」広島県福山市
  - 「玉野ゴルフ倶楽部」岡山県玉野市
  - 「宝塚クラシックゴルフ倶楽部」兵庫県宝塚市
  - 「東海カントリークラブ」愛知県豊川市
- 1963年（昭和38年）
  - 「嬉野カントリークラブ」（2015年（平成27年）閉鎖）三重県松阪市
- 1964年（昭和39年）
  - 「鳴門カントリークラブ」徳島県鳴門市
  - 「志度カントリークラブ」香川県さぬき市
  - 「和歌山カントリー倶楽部」和歌山県和歌山市
  - 「東名古屋カントリークラブ」愛知県豊田市
- 1966年（昭和41年）
  - 「大洲ゴルフ倶楽部」愛媛県大洲市
  - 「下呂カントリークラブ」岐阜県下呂市
- 1967年（昭和42年）
  - 「長船カントリークラブ」岡山県瀬戸内市
- 1974年（昭和49年）
  - 「伊勢湾カントリークラブ」（2016年（平成28年）閉鎖）三重県津市
- 1976年（昭和51年）
  - 「美作カントリークラブ」（2019年（令和元年）閉鎖）岡山県美作市

## エピソード
- 佐藤儀一は、正確なショットが身上だったことから「フェアウェイ幅は45ヤードで十分」「ボールの落下地点があればいい」という伝説が残されている[2]。
- 佐藤儀一は良くいった、「飛ばすことは20パーセントなり」と、「アプローチの名手」と言われた[2]。

## 脚註
1. 1 2 3 4 5 6 7 8 9 10 11 12 13 14  『美しい日本のゴルフコース BEAUTIFUL GOLF CULTURE IN JAPAN 日本のゴルフ110年記念 ゴルフは日本の新しい伝統文化である』、ゴルフダイジェスト社「美しい日本のゴルフコース」編纂委員会編、「『アプローチの名手』の設計理念は『ボールの落下地点があればいい』だった」、東京 ゴルフダイジェスト社、2013年12月、2021年3月2日閲覧
2. 1 2  『美しい日本のゴルフコース BEAUTIFUL GOLF CULTURE IN JAPAN 日本のゴルフ110年記念 ゴルフは日本の新しい伝統文化である』、ゴルフダイジェスト社「美しい日本のゴルフコース」編纂委員会編、「『アプローチの名手』の設計理念は『ボールの落下地点があればいい』だった」、東京 ゴルフダイジェスト社、2013年12月、2021年3月1日閲覧

## 著書
- 『ゴルフマンスリー』、「オープンの惑星ハリスのゴルフを語る 佐藤儀一、井上栄造、孫士均」、東京 三栄書房、1952年1月、2021年3月1日閲覧

## 関連文献
- 『美しい日本のゴルフコース BEAUTIFUL GOLF CULTURE IN JAPAN 日本のゴルフ110年記念 ゴルフは日本の新しい伝統文化である』、ゴルフダイジェスト社「美しい日本のゴルフコース」編纂委員会編、「『アプローチの名手』の設計理念は『ボールの落下地点があればいい』だった」、東京 ゴルフダイジェスト社、2013年12月、2021年3月1日閲覧